# Туїлала
Водоспади Туїлала (англ. Tueeulala Falls)  розташовані розташовані на північній стіні долини Гетч-Гетчі в Національному парку Йосеміті (Каліфорнія) в точці 37°57′51″ пн. ш. 119°46′22″ зх. д. / 37.96417° пн. ш. 119.77278° зх. д.. Мають висоту близько 268 м, та є меншим з двох водоспадів, що спадають у долину (інший — водоспади Вапама). Проте, це більший з двох водоспадів за висотою вільного падіння води у одному каскаді, висотою 183 м. До вершини водоспада не веде ніякої стежки, але досягти її досить легко.
| США | Це незавершена стаття з географії США. Ви можете допомогти проєкту, виправивши або дописавши її. |